# St. Verena (Lindau)

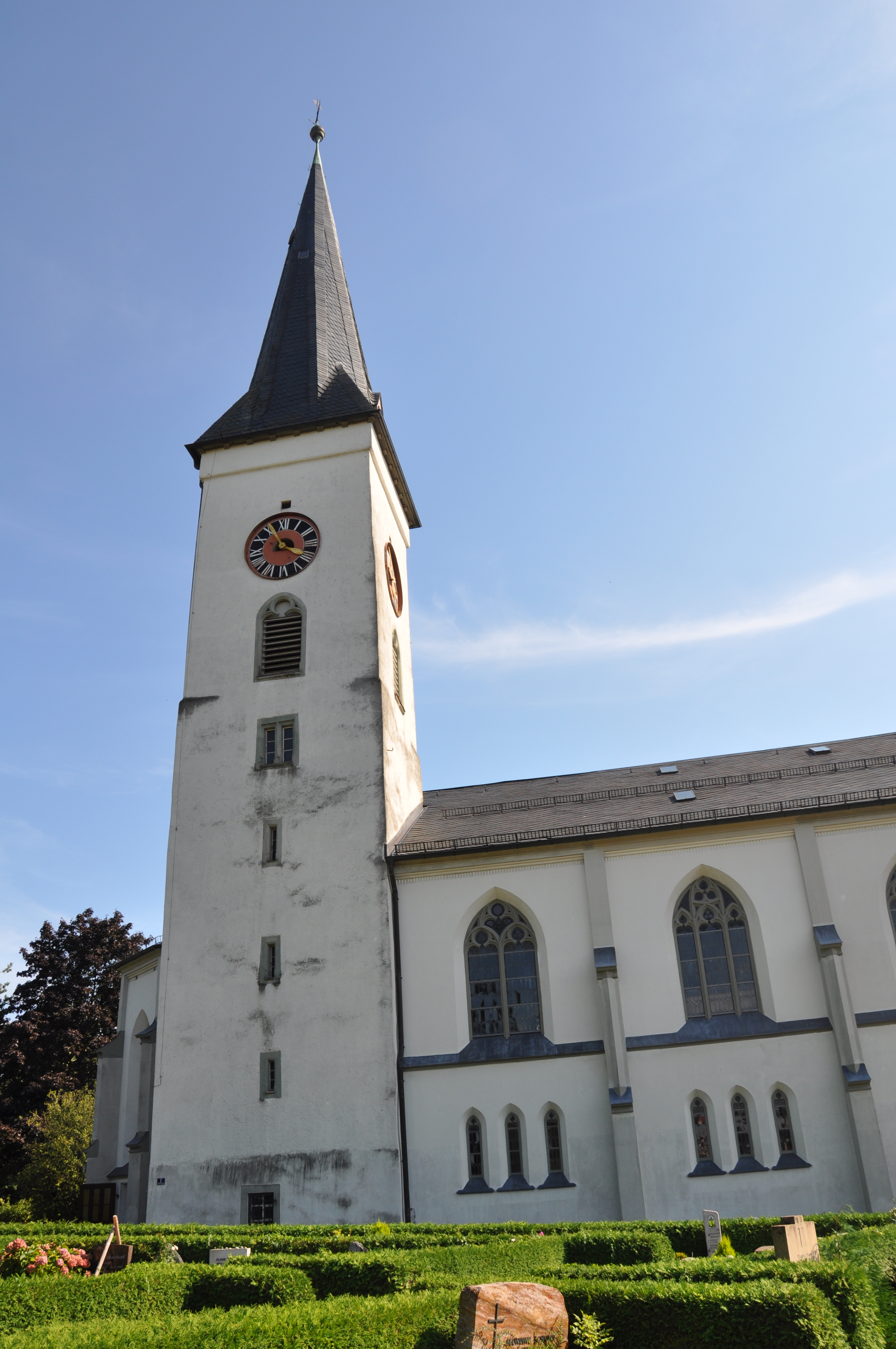
Kirche St. Verena Lindau (2012)

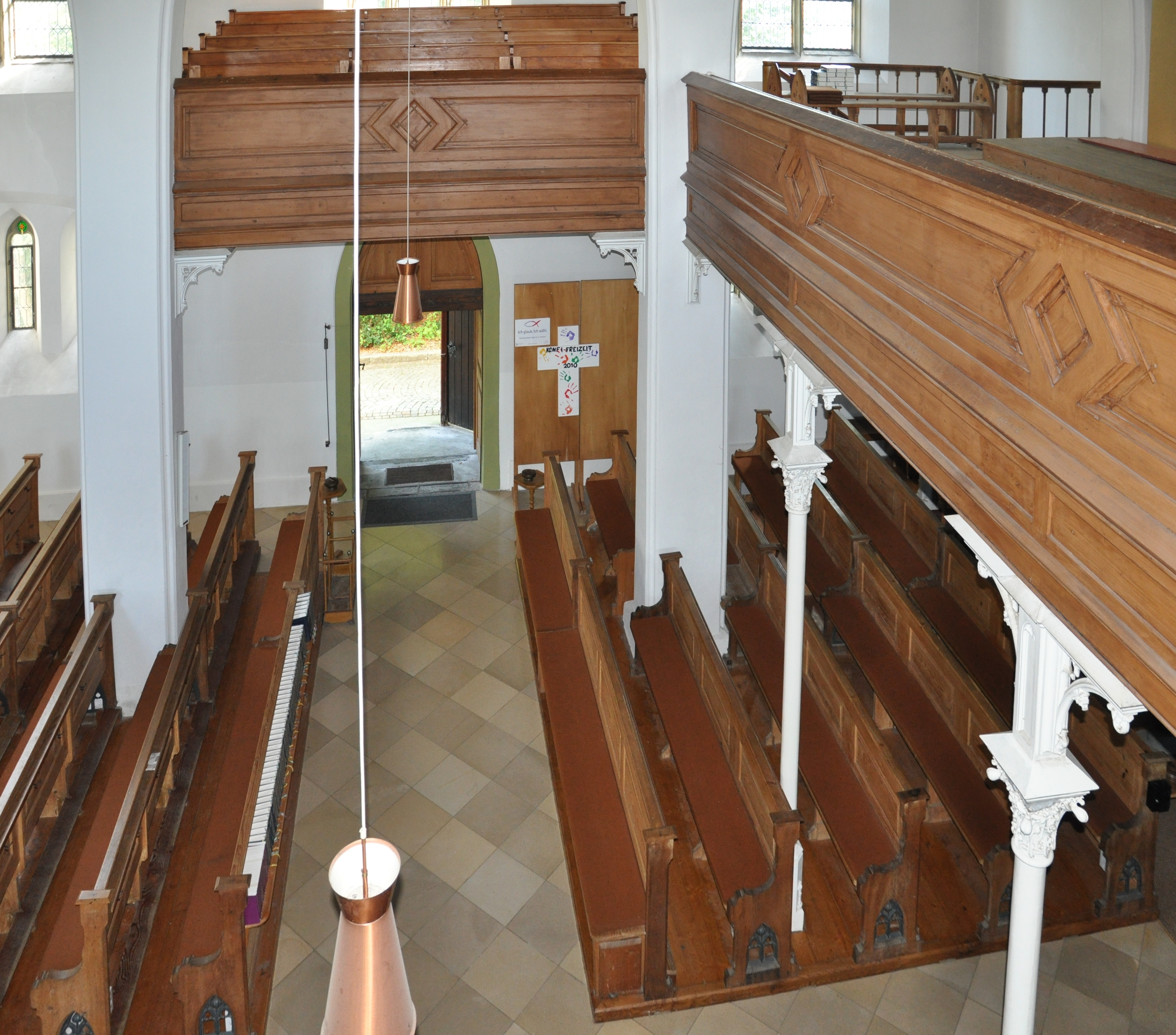
Teil des Kirchenschiffs

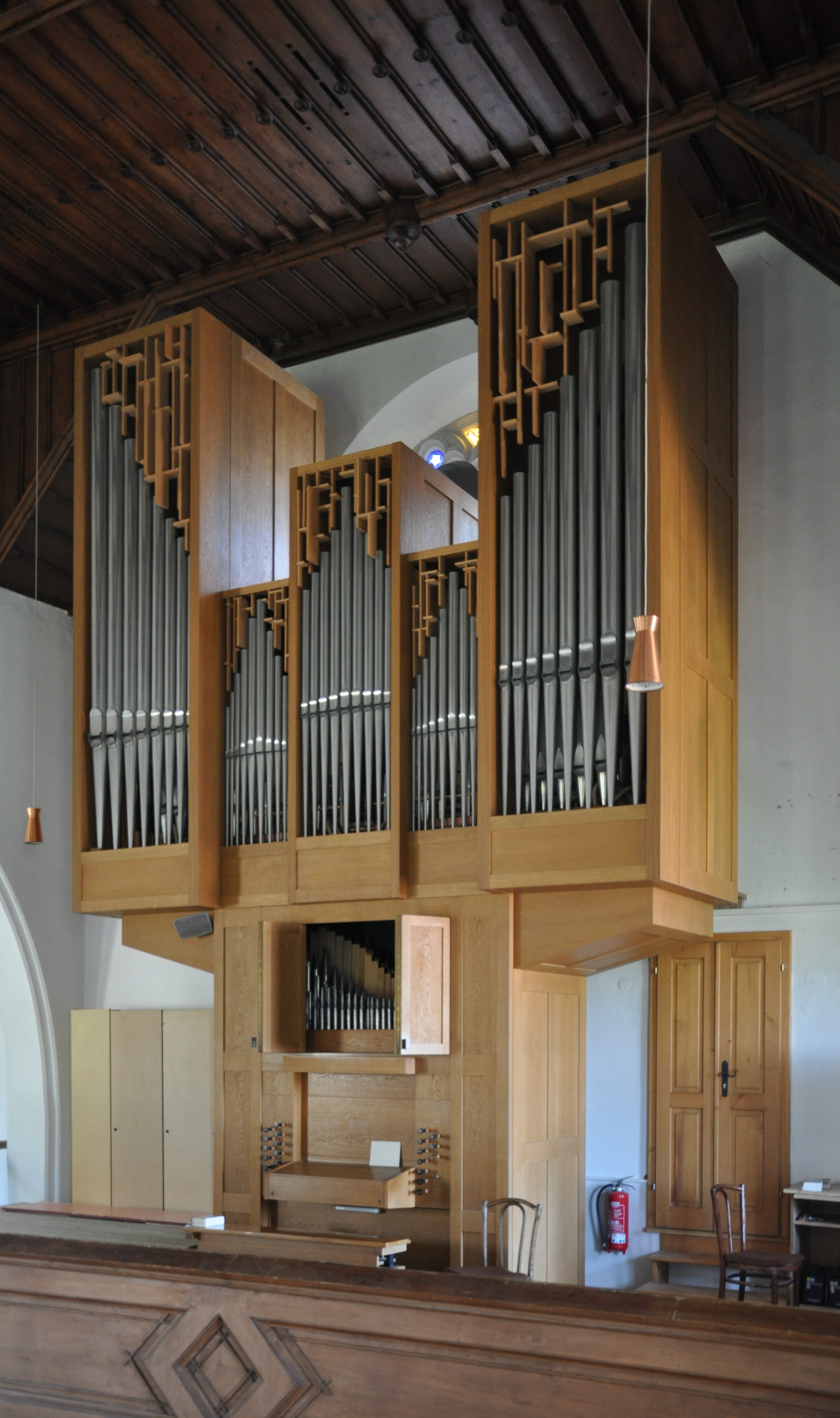
Orgel und verdeckte Rosette

Die evangelisch-lutherische Kirche St. Verena (auch: St. Verenakirche) ist ein Sakralbau in der bayerisch-schwäbischen Stadt Lindau (Bodensee) und denkmalgeschützt. Sie wurde 1870/1871 im neugotischen Stil gebaut und steht teilweise auf Fundamenten aus dem 15. Jahrhundert. Sie ist nach der heiligen Verena (etwa 260–320) benannt.

## Lage
Die Kirche steht inmitten des Siedlungsgebiets von Reutin an der Friedhofstraße. Der Bahnhof Lindau-Reutin ist etwa 1000 Meter Luftlinie südlich entfernt, der Bodensee rund 1200 Meter. Lindau-Insel befindet sich rund 2000 Meter Luftlinie südöstlich. Zur östlich befindlichen Bundesautobahn 96 (A96) sind es ebenfalls rund 2000 Meter Luftlinie und zur Grenze nach Österreich rund 2500 Meter. Die aus dem 9. Jahrhundert stammende Kapelle St. Wolfgang befindet sich rund 1200 Meter Luftlinie südöstlich.
Die Kirche der Hl. Verena steht leicht erhöht. Von hier aus ist ein Blick auf die Landschaft um den Bodensee möglich. Kirche und Friedhof sind zur Gänze von Siedlungsgebiet umschlossen.

## Geschichte
Die Umgebung von Reutin weist eine lange Besiedelungszeit auf. Es wurden mittelalterliche und frühneuzeitliche Funde im Bereich der Kapelle St. Wolfgang gefunden. Eine Kirche in Reutin wird bereits 1275 und 1353 erwähnt. 1330 eine Kirche Sant Fren ze Ruti. Im Frühmittelalter hatte das Kloster St. Gallen seelsorgerische Aufgaben in Reutin. Bis 1317 hatte das Kanonissenstift Lindau das Patronat über die Reutiner Pfarrei. Es wird davon ausgegangen, das die Chorherren des Stiftes diese Rechte gemeinschaftlich verwalteten, denn sie bezogen von dort Einkünfte. 1317 ging das Patronatsrecht auf das Heilig-Geist-Spital in Lindau über. Eine Kirche in Reutin wurde etwa im 15. Jahrhundert gebaut. 1528 wurde Lindau evangelisch. Die alte Pfarrkirche wurde 1712 umfassend renoviert, erhielt 1737 drei neue Glocken und 1745 eine neue Orgel. 1781 wurde der Turm vom Blitz getroffen und brannte teilweise ab, vermutlich gingen dabei zwei Glocken verloren, denn es wurden im selben Jahr neue bestellt. 1868/1869 wurde die alte Kirche abgebrochen und in den Jahren 1870/1871 nach Plänen des Lindauer Baubeamten Anton Harrer neu gebaut, wobei die Chormauern und der Turmunterbau noch aus dem 15. Jahrhundert von einem Vorgängerbau übernommen wurden. Bei der Grundsteinlegung stürzte das Chorgerüst ein und einige Personen erlitten „mittelschwere Quetschungen“. Die Einweihung der neuen Kirche erfolgte am 17. August 1871. 1925 erhielt sie die erste elektrische Kirchenheizung Bayerns.
Die Kirche dient heute der evangelischen Gemeinde für ihre Gottesdienste.

## Kirchenbau

### Außen
Die Kirche wurde 1871 im neogotischen Stil, teilweise auf mittelalterlichen Fundamenten errichtet. Der polygone Bau ist von Südwest nach Nordost (Altar, Turm) ausgerichtet. Eine große vielfarbigen Rosette und die spitzbogigen Fenster zusammen mit dem Spitzbogengewölbe geben dem Kircheninnenraum ein besonderes sich im Tagesverlauf änderndes Aussehen. Das Kirchenschiff ist mit einem Satteldach versehen, welches mit dunkelgrauen Eternitschindeln eingedeckt ist.

### Turm
Der in neugotischem Stil erbaute, rechteckige Turm ist auf zwei Seiten freistehend. Durch die schmalen, schießschartenartigen Fenster, erhält der Turm ein wehrhaftes Aussehen. Der achteckige, sehr spitz zulaufende Turmhelm wird mit einer Turmkugel  abgeschlossen. Der Turm ist mit dunkelgrauen Eternitschindeln eingedeckt.

### Friedhof
Um die Kirche befindet sich ein großzügig angelegter Friedhof.

### Innenraum
Das helle Kreuzgewölbe im Kircheninneren zusammen mit den Spitzbogenfenstern und den hellen Kirchenbänken sowie Altar schaffen eine lichte, offene Atmosphäre. Die Saalkirche weist zudem aufgrund ihrer Proportionen (Verhältnis der Länge zur Raumhöhe) eine hervorragend Akustik auf.

### Orgel
Die Orgel im hellen Holzgehäuse wurde von Winfried Albiez aus Lindau 1973 gebaut und mit 19 Registern, zwei Manualen und mechanischen Spiel- und Registertrakturen ausgestattet.

## Kirchengemeinde
Die Kirchengemeinde St. Verena-Versöhnerkirche mit insgesamt etwa 3000 Gemeindemitgliedern unterhält die Kirche St. Verena, die Gemeinde- und Friedhofskirche zugleich ist, sowie die Versöhnerkirche im Ortsteil Lindau-Zech und die mittelalterliche Wolfgangskapelle im Ortsteil Rickenbach. Sie nutzt auch die römisch-katholische St.-Antonius-Kapelle in Hergensweiler. Die Kirchengemeinde, die zum Dekanat Kempten im Kirchenkreis Augsburg der Evangelisch-Lutherischen Kirche in Bayern gehört, betreibt im Gemeindehaus in der Steigstraße, etwa 400 Meter südöstlich der Kirche, auch eine eigene Kindertagesstätte für 50 Kinder im Alter von drei bis sechs Jahren.
Die Kirchengemeinde und Einwohnerzahl war einem steten Wandel unterworfen und die konfessionellen Verhältnisse änderten sich. 1810 stand noch ein einziger Katholik 639 Protestanten gegenüber. 1895 waren es schon 837 Katholiken im Verhältnis zu 914 Protestanten. Dies ergab sich durch den starken Zuzug von Beamten und Soldaten, nachdem Lindau 1806 an Bayern gefallen war. 1910 zählte die Pfarrei 1196 evangelische Gemeindemitglieder.